# Вівчарик гансуйський
Вівча́рик гансуйський (Phylloscopus kansuensis) — вид горобцеподібних птахів родини вівчарикових (Phylloscopidae). Ендемік Китаю. Раніше вважався підвидом золотомушкового вівчарика, однак через різницю у вокалізації і за результатами молекулярно-філогенетичного дослідження був визнаний окремим видом .

## Опис
Довжина птаха становить 9-10 см. Верхня частина тіла зеленувата, надхвістя і нижня частина тіла білуваті. Над очима довгі світлі "брови", на тімені світла смуга, окаймлена з боків більш темними смугами, через очі ідуть темні смуги. На крилах світлі смуги. 

## Поширення і екологія
Гансуйські вівчарики гніздяться в китайських провінціях Ганьсу і Цинхай. В другій половині жовтня вони мігрують на південь, імовірно, до Юньнаню, повертаються на північ наприкінці квітня. Вони живуть в широколистяних і мішаних лісах, на висоті до 3200 м над рівнем моря. Живляться переважно дрібними комахами. 